# Leges sumptuariae
Leges sumptuariae (łac. 'ustawy o zbytku' od sumptus 'koszt, nakład, wydatek') – ogólne miano na określenie starożytnych, rzymskich ustaw i edyktów wymierzonych przeciwko nadmiernemu luksusowi, zwłaszcza w zakresie urządzania uczt, festynów, pogrzebów, a także zbyt strojnemu i bogatemu ubieraniu się i ozdabianiu.
Za najwcześniejszy akt tego typu uważa się ustawę króla Numy Pompiliusza, który zabronił skrapiania winem stosów pogrzebowych. W 450 r. p.n.e. wydano Ustawę XII tablic, która zabraniała układania stosów pogrzebowych z heblowanego drewna, zamawiania więcej niż dziesięciu fletnistów, przekazywania zmarłemu więcej niż trzech szat, a także urządzania kilku pogrzebów, w tym ekshumowania zmarłych w celu ponownego, wystawnego pochówku. Nie było dopuszczalne noszenie w konduktach wieńców innych niż zdobyte na wojnach przez zmarłego lub jego ojca, a także chowanie zmarłych ze złotem, z wyjątkiem złotych zębów. Niewolnicy nie mogli być po śmierci namaszczani olejami, nie mogli mieć stypy i nie można było podczas ich pogrzebów używać kadzideł. 

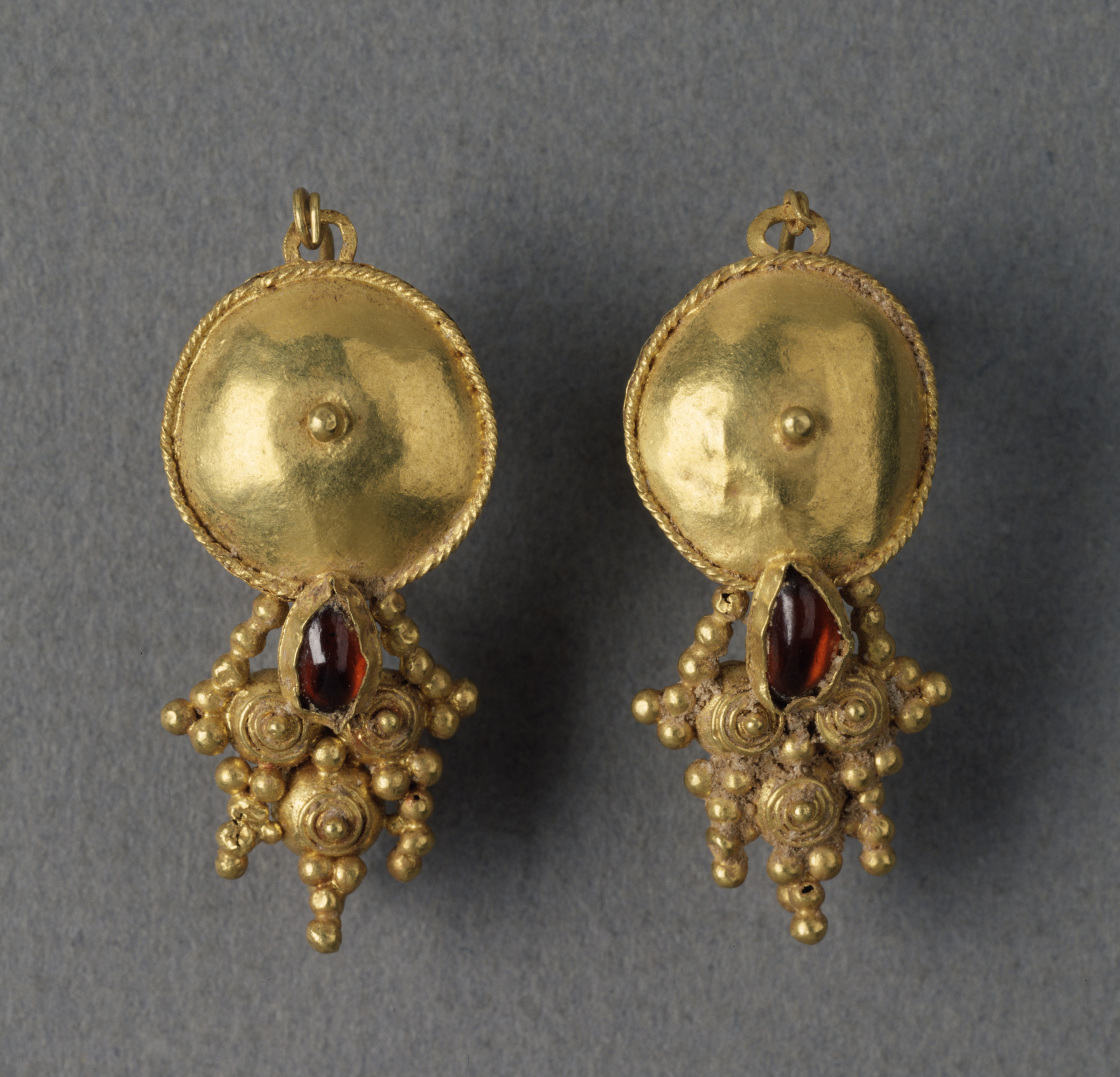
Złote kolczyki rzymskie

Duże oszczędności przyniósł przełom III i II wieku p.n.e. Po klęsce pod Kannami, w 215 r. p.n.e. wydano ustawę o nazwie "lex Oppia", która wzbraniała kobietom noszenia wielobarwnych ubiorów, ozdób złotych o wadze większej niż 14 gramów oraz używania pojazdów kołowych na odległość mniejszą niż tysiąc kroków (z wyjątkiem ceremonii religijnych i publicznych). Ustawa była bardzo niepopularna i została uchylona po 20 latach przez "lex Valeria Fundania", mimo oporu ze strony Katona Starszego.
Katon doprowadził jednak do uchwalenia kolejnych ustaw oszczędnościowych - "lex Orchia de coenis" i "lex Fannia cibaria". Przeciwdziałały one organizowaniu wystawnych, hellenistycznych w duchu uczt, m.in. ograniczając liczbę gości, których można było zapraszać. Określano też liczbę pieniędzy, które można było wydać na ucztę w poszczególne dni tygodnia.
Kolejne ograniczenia wprowadził Cezar w 46 r. p.n.e. Znowu ograniczył wystawność uczt, zakres użytkowania lektyk, a także zakazał noszenia purpurowych szat i pereł (z określonymi wyjątkami). Z czasem te niezbyt lubiane i przestrzegane rozwiązania wyszły z użycia, będąc ostatnimi regulacjami tego typu w okresie republiki.
W czasach cesarstwa ustawy przeciwko luksusowi wydawano rzadziej. Działalność oszczędnościowa miała raczej charakter doraźnych przedsięwzięć, niż ustawodawstwa. W 18 r. p.n.e. August wydał rozporządzenia ograniczające ucztowanie oraz używanie jedwabiu przez kobiety. Kolejnym cesarzem, który pragnął ograniczać ucztowanie był Tyberiusz, który zakazał też używania złotej zastawy stołowej i jedwabiu w szatach męskich. Neron zakazał w ubraniach stosowania barw ametystowej i purpury tyryjskiej. Hadrian dokładnie określał wydatki na uczty, a także usuwał zbędne elementy wyposażenia żołnierzy. Marek Aureliusz ograniczył wydatki na igrzyska oraz przedstawienia teatralne. Ostatnim cesarzem próbującym ograniczyć zbytkowność uczt był Pertynaks.